# Вязьма (притока Уводі)
Вя́зьма — річка в Івановській області Росії, права притока річки Уводі.
Довжина Вязьми — 83 км. Серед найбільших лівих приток — Пежа, а з правих — Холяска, Смердяга й Подокса.
На річці Вязьма розташоване місто Тейково. Свій початок річка бере від болота Шанилово, неподалік села Нікольське Тейківського району. Згодом русло річки прямує прямо на південний схід, паралельно до іншої річки Ухтохми.
Ширина Вязьми становить від 5 до 15 метрів. Її береги лісисті, часто заболочені. Швидкість течії невисока, влітку річище заростає водоростями. Під час повеней Вязьма розливається дуже широко й затоплює усю заплаву.
У своїй верхній течії, а також у місті Тейково річка Вязьма дуже забруднена.